# Lewis Gordon (Ingenieur)
Lewis Dunbar Brodie Gordon (* 6. März 1815 in Edinburgh; † 28. April 1876 in Poynter’s Grove nahe Totteridge) war ein schottischer Ingenieur, Hochschullehrer, Erfinder und Unternehmer. Die von ihm entwickelten Unterseekabel verbanden das britische Imperium im 19. Jahrhundert mit Telegrafen.

## Leben und Wirken
Gordon wurde als vierter Sohn von Joseph Gordon, Rechtsanwalt in Edinburgh, und dessen Ehefrau Anne Clunes am 6. März 1815 geboren. Er besuchte die Royal High School und studierte als Vorbereitung für das Addiscombe College der Britischen Ostindien-Kompanie in Croyden an Mr Fanning’s School in Finchley, Middlesex, Wissenschaften und Mathematik. Sein angestrebter Platz im College realisierte sich nicht und so wandte sich Gordon den Ingenieurwissenschaften zu. 1832 nahm er eine Anstellung bei James Stirling’s Gießerei in Dundee an, um praktische Erfahrungen im Maschinenbau zu gewinnen.
1833 nahm er ein Studium an der University of Edinburgh auf, wo er bei Robert Jameson Naturgeschichte und bei James David Forbes Naturphilosophie (Physik) las. Gut eingeführt in den gesellschaftlichen Kreisen Edinburghs, empfing Gordon beim Treffen der British Association for the Advancement of Science im September 1834 in Edinburgh Marc Isambard Brunel in privatem Umfeld.
Im Januar 1935 lud Brunel den jungen Gordon ein, als Ingenieur am Bau des ersten Themse-Tunnels mitzuarbeiten. Gordon wurde dem erfahrenen Richard Beamish zu Seite gestellt, der die Aufnahme des jungen Mannes in der Institution of Civil Engineers im Januar 1836 unterstützte. Als sich Beamish im gleichen Jahr vom Tunnelprojekt verabschiedete, verließ auch Gordon seine Anstellung bei Brunel.
Im Herbst 1838 besuchte Gordon die Technische Universität Bergakademie Freiberg, die schon damals einen ausgezeichneten Ruf genoss. Gordon, der bald fließend Deutsch sprach, studierte Mineralogie, Geologie, Physik, Chemie, Metallurgie, Bewirtschaftung von Minen sowie mit Julius Weisbach, die in den Ingenieurwissenschaften angewandte Mathematik. Während der Universitätsferien besuchte Gordon Gruben und metallverarbeitende Betriebe in der Umgebung Freibergs und unternahm Reisen nach Schlesien, in den Harz, Böhmen und Ungarn. 1839 traf er den Mineralogen Friedrich Mohs in Wien, besuchte die Bergakademie Schemnitz im heutigen Banská Štiavnica, die Ingenieurschule und Kanonengießerei in Metz und studierte auch an der École polytechnique in Paris.
Als Gordon 1840 nach Großbritannien zurückkehrte, da war er gut mit den europäischen Größen seiner Zeit vernetzt, hervorragend mit anwendbarem Wissen und pädagogischen Methoden vertraut und ein fähiger Übersetzter für ausländische Wissenschaftskulturen. Im Herbst überzeugten Beamish und Gordons früherer Professor, Forbes, die Regierung, Gordon als ersten Regius Professor of Civil Engineering and Mechanics an die University of Glasgow zu berufen. Diese Professur war nicht nur die erste Regius Professur für Ingenieurwissenschaften, es war die erste Professur für Ingenieurwissenschaften im gesamten Königreich. Gordon bildete Leute aus wie James Thomson, der ältere Bruder von William Thomson, bekannt als „Lord Kelvin“ und den Erfinder, Konstrukteur und Unternehmer John Elder.
Als Universitätsprofessor musste sich Gordon allerdings erst den Raum verschaffen, den das Fach zwischen den etablierten Fächern einnehmen wollte. So bemühte er sich darum, in den Skripten (1847 und 1849 veröffentlicht) nicht zu sehr in die Bereiche der Fachwissenschaften einzudringen, er musste Vorlesungsraum und Lager organisieren, wo Modelle vorgehalten werden konnten. In der Glasgow Philosophical Society fand Gordon mehr Unterstützung für die jungen Ingenieurwissenschaften. Er wurde 1840 Mitglied und diente ab 1842 im Council der Gesellschaft, wo er die Abteilung Mechanik und Bauingenieurwesen leitete. Er überzeugte die Gesellschaft, die Proceedings (Tätigkeitsberichte) zu veröffentlichten und lieferte selbst verschiedene Beiträge zu Schmelzpunkten von Metallen (1841), Messungen des Impulses (1842) und Stoßes (1844). Er hielt einen Vortrag zu Dampfmaschinen vor den Unternehmern der Gesellschaft und bestätigte diesen, dass Dampf idealerweise expansiv genutzt würde und Messungen wie von McNaught, Morin und Henry Moseley als Grundlage der Leistung dienen sollten. 1845 veröffentlichte Gordon die Ergebnisse eines Experiments mit Pech, mit dem er Forbes Hypothese der Bewegung von Gletschern beweisen konnte.
Im Februar 1845 wurde er zum Fellow der Royal Society of Edinburgh gewählt, 1846 wurde er Fellow der Geological Society of London. 1847 führte er die Forschungen von Carnot in den Diskussionen der Philosophical Society ein.

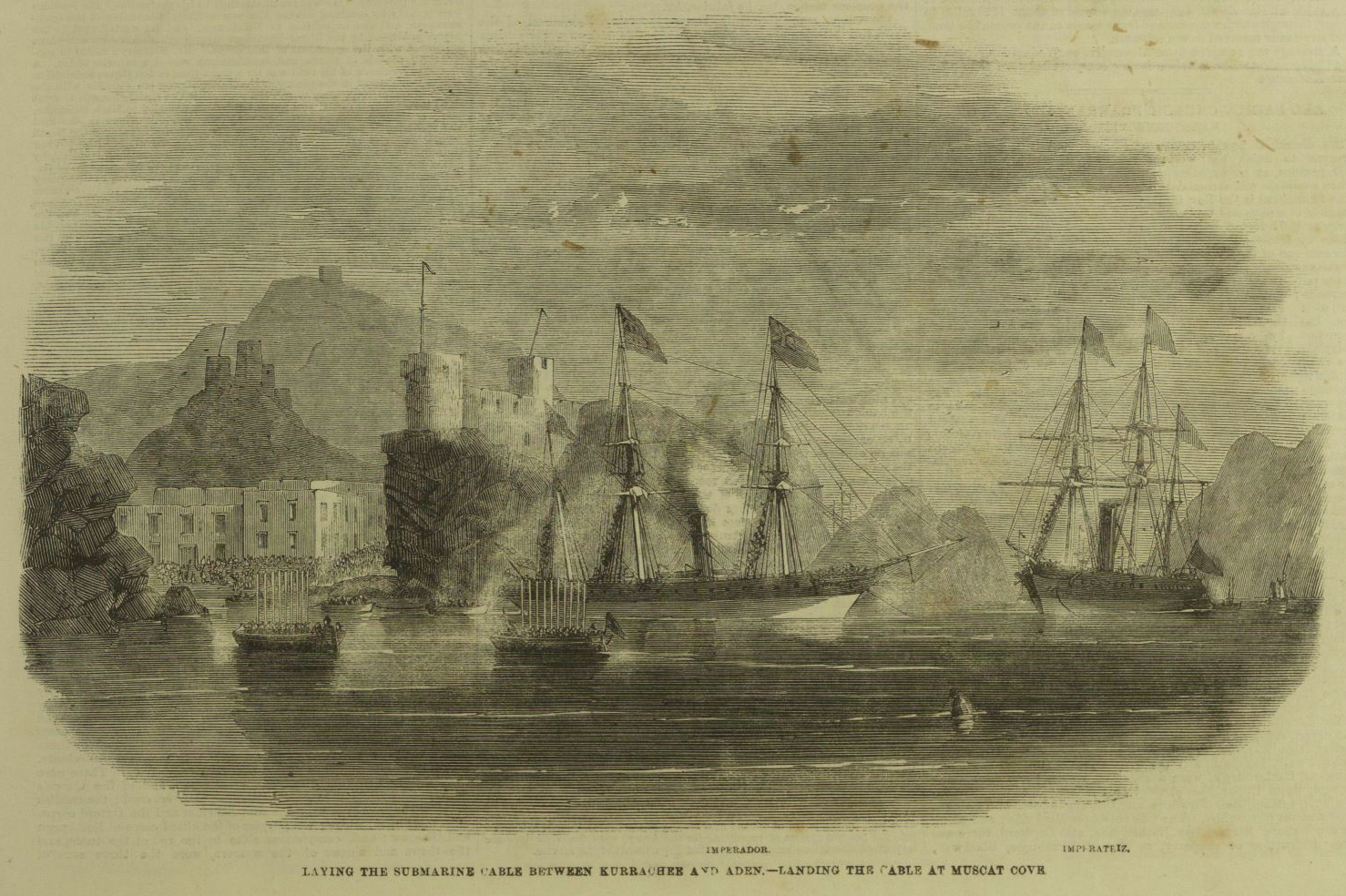
Kabelverlegeschiff zwischen Karatschi und Aden,
1860

Schon seit längerem hatte sich Gordon mit Charles Liddell und Robert Stirling Newall zusammengetan und die Produktion von Stahlseilen für Minenbetriebe aufgenommen, die Gordon während seiner Besuche im Harz kennengelernt hatte. Als 1850 ein unterseeisches Kabel durch den Ärmelkanal schon nach kurzer Zeit versagte, schlug Newall vor, das Kabel mit Stahlseilen zu armieren und damit den Verschleiß zu kompensieren. Das von ihrem gemeinsamen Unternehmen R. S. Newall & Co. erfolgreich produzierte Kabel wurde 1851 durch den Ärmelkanal verlegt und ein Erfolgsartikel. In kürzester Zeit produzierte und verlegte ihr Unternehmen Kabel nach Irland, Belgien, den Niederlanden. Sie verkabelten das Mittelmeer und verbanden während des Krimkriegs Varna mit Balaklawa (1854–55). Während Gordon mit seinem Unternehmen beschäftigt war, vertrat ihn William John Macquorn Rankine in den Hörsälen in Glasgow. Als im März 1855 Gordons Vater verstarb, fühlte sich Gordon frei, die Professur aufzugeben. Rankine wurde sein Nachfolger.
Gordon stürzte sich in unternehmerische Aktivitäten. Mit Liddell und M. A. Biddulph plante er 1856 eine Eisenbahnlinie von Tchernavoda an der Donau nach Constanța an der Schwarzmeerküste. Er unterbrach seine Arbeit gelegentlich für touristische Aufenthalte in Istanbul und auf der Krim. Von 1857 bis 1858 arbeitete er in den Produktionsstätten von Newall in Birkenhead, um die erste Hälfte des ersten Kabels durch den Atlantik zu produzieren. Dieser Verlegeversuch blieb aber erfolglos. Anschließend beaufsichtigte er die Verlegung des Kabels von Sues nach Aden, in einer Region, die er für ungemildert abstoßend hielt. Im Juni 1859 war das Kabel durch das Rote Meer verlegt. Gordon und Newall schifften sich auf dem Dampfschiff Alma in Richtung England ein. Wenige Stunden nachdem das Schiff aus dem Hafen gelaufen war, lief es auf ein Riff. Newall fuhr mit einem Beiboot los, um Hilfe zu organisieren. Als diese mehrere Tage später eintraf, hatte die drückende Hitze Gordons Gesundheit schon erheblich angegriffen. Gordon erreichte London, um der Hochzeit seiner Schwester mit seinem Geschäftspartner Carl Wilhelm Siemens beizuwohnen. Gesundheitlich erholte er sich nicht mehr vollständig von seiner Reise.
Im November 1859 beaufsichtigte Gordon die Verlegung der Unterseekabel von Singapur nach Bangka und Batavia für die niederländische Regierung. So traf ihn die Meldung 1860 in Indien, als die ersten Probleme mit dem Kabel im Roten Meer bekannt wurden, die die Telegrafenverbindung zwischen Indien und Großbritannien betrafen. Die folgenden zwei Jahre verbrachte er reisend, um die Probleme in den Griff zu bekommen. Er kehrte erst im Dezember 1861 zurück nach London. Im folgenden Jahr zog er sich ins Privatleben zurück.
1863 verlor er plötzlich die Kontrolle in einem seiner Beine und wurde mit Ataxie diagnostiziert. Er ging mit seiner Frau nach Europa auf eine Kur, wo er das Château de Bossey (Bossey (Haute-Savoie)) am Ufer des Genfer Sees mit einem Teil seines Vermögens erworben hatte. Er verließ das Schloss nur für Kuraufenthalte in verschiedenen Heilbädern. Zwar war Gordons Erkrankung den Umständen entsprechend handhabbar, aber 1867 erkrankte seine Frau seit 1850, Marie Glünder, geborene Heise, und verstarb im September 1868.
Gordons Sohn verließ Bossey 1869, um sich an der Royal School of Mines in London ausbilden zu lassen. 1871 zog Gordon von Bossey nach Poynter’s Grove in Totteridge, Hertfordshire, einem altmodischen aber gemütlichen Haus, wo er mit seiner unverheirateten Schwester und seiner Mutter lebte. Seine Zeit vertrieb er sich mit Ausfahrten, Kartenspielen und Korrespondenz mit Wissenschaftlern und Ingenieuren in ganz Europa. Er befasste sich mit Sprachen und übersetzte Louis Le Chateliers Werk über die Bewirtschaftung von Eisenbahnen (1869), Emmanuel-Louis Gruners Buch über Hochöfen (1873). Im Januar 1873 beriet er Hugh Matheson für das Curriculum des neuen College of Civil and Mechanical Engineering in Tokio. Er arbeitete mit James Robert Napier an einer Gedenkausgabe des Nachlasses des 1872 verstorbenen Rankines und einer Biografie des Vaters der schottischen Ingenieurwissenschaften. Anfang 1876 verschlimmerte sich seine Gesundheit und am 28. April 1876 verstarb er auf seinem Anwesen Poynters Grove.
Lewis Dunbar Brodie Gordon wurde im Grab der Familie auf dem Greyfriars Kirkyard in Edinburgh bestattet.

### Über Lewis Gordon
- Thomas Constable, Memoir of Lewis D. B. Gordon; Edinburgh, 1877
- Ben Marsden, ‘A Most Important Trespass’: Lewis Gordon and the Glasgow Chair of Civil Engineering and Mechanics, 1840–55; in Crosbie Smith und Jon Agar (Hrsg.) Making Space for Science; Springer 1998